# Људи који су ишли по тигровом репу
Људи који су ишли по тигровом репу је јапански филм из 1945. режисера Акира Куросава.